# Føroya Fornminnissavn
A Føroya Fornminnissavn Feröer történeti múzeuma. Gyakran nemzeti múzeumnak is nevezik. Gyűjteménye átfogóan bemutatja Feröer történelmének minden korszakát.

## Történelem
A múzeumot jelenlegi formájában, közintézményként 1952-ben alapították, de az elődjének számító magángyűjteményt 1898-ban hozták létre.

## Múzeum
Nemzeti múzeumként Feröer történelmének minden korszakát átfogó gyűjteménnyel rendelkezik. Többek között az ipari korszak előtti halászat és hajóépítés emlékeit, illetve a modern ipari kor tengerészeti történetét is bemutatja.

### Központi épület

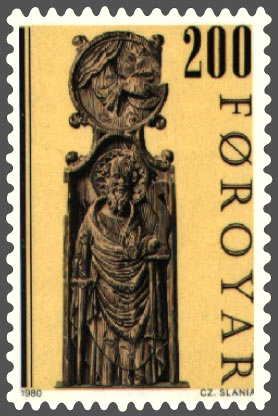
Szent Pál az egyik faragott templomi padon

A múzeum központi kiállítóhelye Hoyvíkban, a Brekkutún 6 szám alatt található. A kiállítás a viking kortól a 19. századig mutatja be a feröeri történelem tárgyi emlékeit, fényképekkel és feliratokkal segítve a tájékozódást.
Itt található a csónakgyűjtemény, ahol a feröeri csónakokat őrzik. Ezt a hajótípust a középkor óta használják a szigeteken közlekedés és halászat céljaira. Megépítésének módja egyértelműen a viking hajók építési módjából vezethető le. Hajómodellek és képek segítségével mutatják be a szigeteken az 1890-es években fellendülő kereskedelmi hajózást.
A kiállítások között látható a feröeri ruházkodás történetét, a feröeri zászló történetét, illetve a viking kori és középkori rúnaírást bemutató kiállítások is.
Itt őrzik a 13. századi, fából faragott Madonna-szobrot, amely 1874-ig a Szent Olaf-templomban állt. A lenti kincstárban láthatók a 15. századi kirkjubøuri faragott templomi padok, amelyek 2002-ben kerültek vissza Feröerre a Dán Nemzeti Múzeummal kötött megállapodás alapján.
Nyáron (május 15. és október 15. között a hét minden napján nyitva tart néhány órán keresztül, míg télen csak vasárnaponként van nyitva.

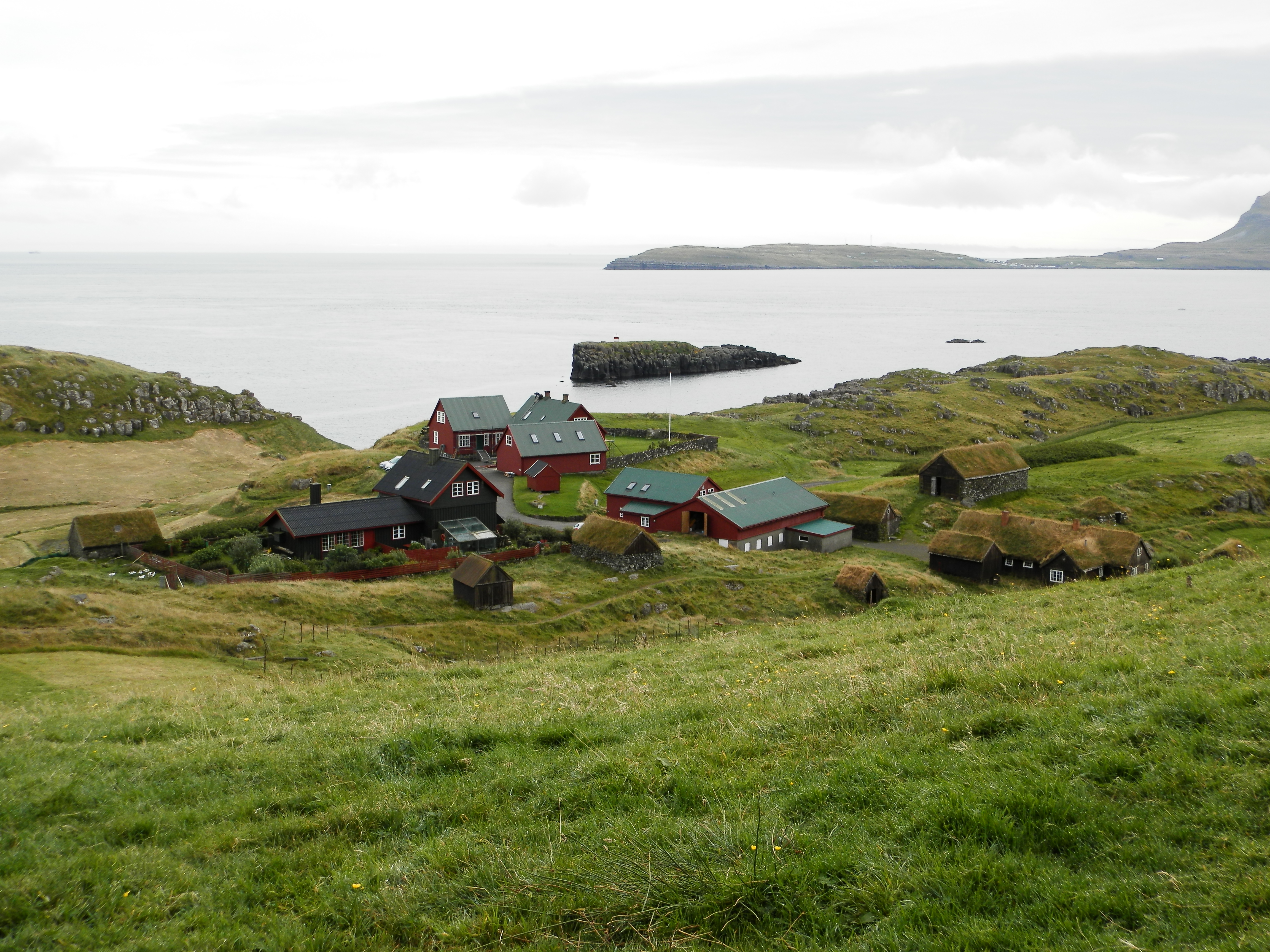
Hoyvík régi településrésze a szabadtéri múzeummal

### Szabadtéri múzeum
Szintén Hoyvíkban, a Kúrdalsveguron található a szabadtéri múzeum, amely egy 1920-as évekbeli, kiváló állapotban fennmaradt és korhűen berendezett tanyaházból, valamint fűtetős melléképületeiből áll. Vidékies hangulatát fekvésének is köszönheti annak ellenére, hogy mindössze 300 m-re fekszik a Hvítanesvegur nevű főúttól, ahol a 2-es és 3-as tórshavni városi busz is megáll.
Nyitvatartása nyáron megegyezik a központi épületével, télen azonban csak külön egyeztetés alapján látogatható.

## Egyéb feladatok

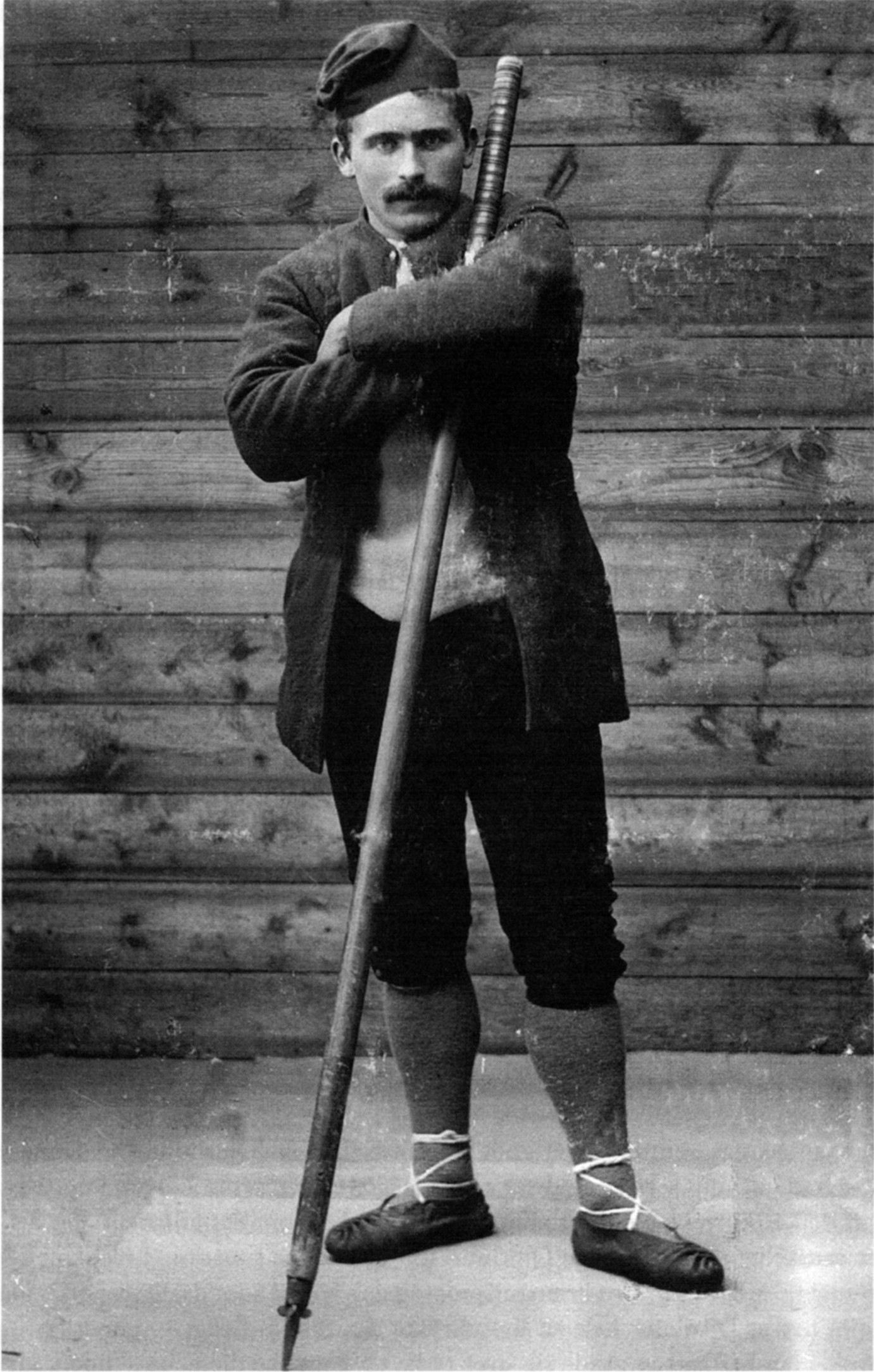
Jóannes Patursson fénykepe (1900 körül) a Føroya Fornminnissavn fotóarchívumából

A kiállítások mellett a Føroya Fornminnissavn számos régi fényképet tartalmazó fotóarchívuma is a látogatók és a felhasználók rendelkezésére áll.